# Holz-Zebraspringspinne
Die Holz-Zebraspringspinne (Salticus cingulatus) ist eine Spinne aus der Familie der Springspinnen (Salticidae). Die Spinne ist paläarktisch verbreitet und ihr Trivialname deutet auf ihre Präferenz von Baumrinde und Holzzäunen als Habitat (Lebensraum). Die wie viele Springspinnen eher kleine Art hat überwiegend eine schwarze Grundfarbe und erhält durch weiße Schuppen und Setae (chitinisierte Haare) ihre für Zebraspringspinnen (Salticus) charakteristische Musterung. Das Männchen hat überdies ebenfalls nach Eigenart der Gattung stark vergrößerte Cheliceren (Kieferklauen).
Mit anderen Springspinnen teilt die Holz-Zebraspringspinne ihre tagaktive Lebensweise und legt ein ebenfalls für die Familie typisches und elastisches Wohngespinst an, das als Rückzugsort dient. Durch das Auseinanderbrechen dickerer Rinde abgestorbener Kiefern kann man die Spinne auch im Winter leicht vorfinden. Anderweitig ist die Biologie der Art wenig erforscht.

## Merkmale

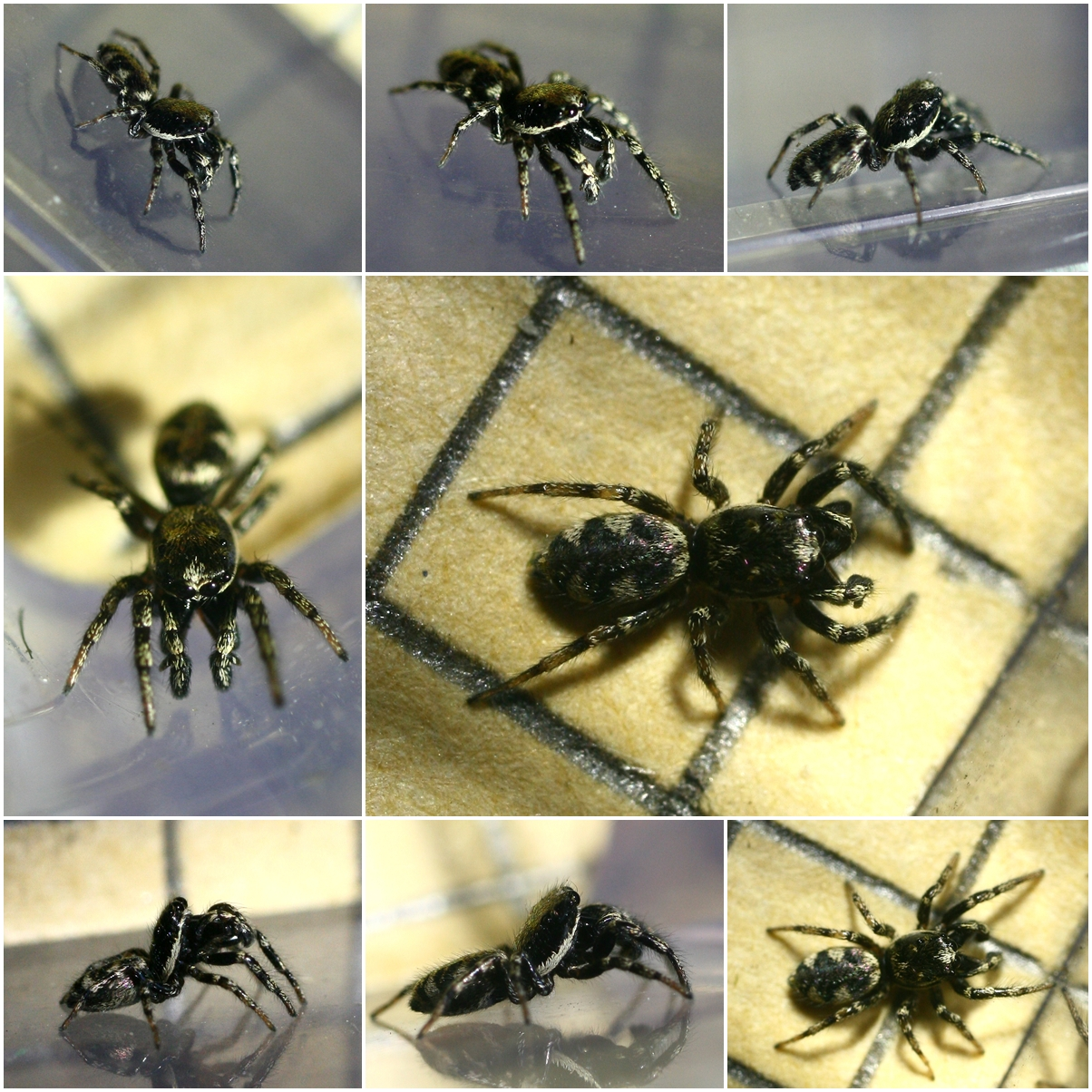
Verschiedene Ansichten eines Männchens

Das Weibchen der Holz-Zebraspringspinne erreicht nach Sven Almquist (2006) eine Körperlänge von 4,4 bis 6,8 sowie im Durchschnitt 5,7 ± 0,6 Millimetern und das Männchen eine von 3,8 bis 4,9 sowie durchschnittlich 4,4 ± 0,4 Millimetern. Der grundsätzliche Körperbau der Art gleicht dem anderer Zebraspringspinnen (Salticus).
Der Carapax (Rückenschild des Prosomas, bzw. Vorderkörpers) hat eine schwarze Färbung und meistens weiße Schuppen. Marginal (randseitig) ist er mit weißen Setae (chitinisierter Haaren) versehen, während der Clypeus (Abschnitt zwischen den anterioren Augen und dem Rand des Carapax) zusätzlich lange weiße Setae aufweist. Die Cheliceren (Kieferklauen) besitzen eine dunkelbraune bis schwarze Färbung und anterior (vorne) wie im Regelfall der Carapax weiße Schuppen. Das Sternum (Brustschild des Prosomas) ist dunkelbraun und ebenfalls mit weißen Schuppen bedeckt.
Die Beinformel lautet 4-3-1-2. Die Beine besitzen eine gelbbraune Färbung und sind ringförmig mit schwarzen und weißen Schuppen bedeckt. Die Femora (Schenkel) haben eine gelblich weiße Grundfärbung und erscheinen distal (von der Körpermitte entfernt) dunkel gräulich.
| Beinpaar | Femur | Patella (Glied zwischen Femur und Tibia) | Tibia (Schiene) | Metatarsus (Fersenglied) | Tarsus (Fußglied) | Gesamtlänge |
| -------- | ----- | ---------------------------------------- | --------------- | ------------------------ | ----------------- | ----------- |
| 1        | 0,9   | 0,5                                      | 0,6             | 0,5                      | 0,3               | 2,8         |
| 2        | 0,9   | 0,4                                      | 0,5             | 0,5                      | 0,3               | 2,6         |
| 3        | 1     | 0,5                                      | 0,4             | 0,6                      | 0,4               | 2,9         |
| 4        | 1,2   | 0,5                                      | 0,8             | 0,7                      | 0,5               | 3,7         |

Das Opisthosoma (Hinterleib) ist dorsal (oben) dunkelbraun gefärbt und verfügt dort über drei Paare eckiger Bereiche aus weißen Schuppen. Ventral (unten) weist es eine dunkelgraue Färbung und weißen Schuppen auf. Das mediane (mittlere) Band auf der Ventralfläche des Opisthosomas ist ebenfalls wenn auch mit wenigen Schuppen ausgestattet.

Ansichten von Weibchen
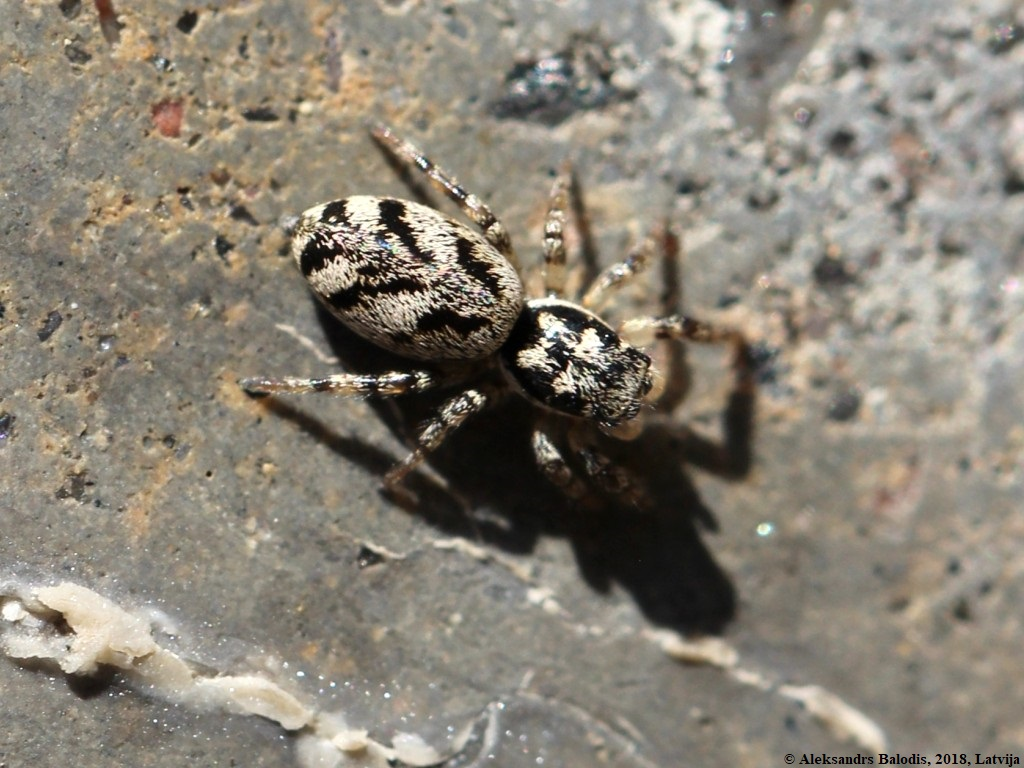
Dorsalansicht
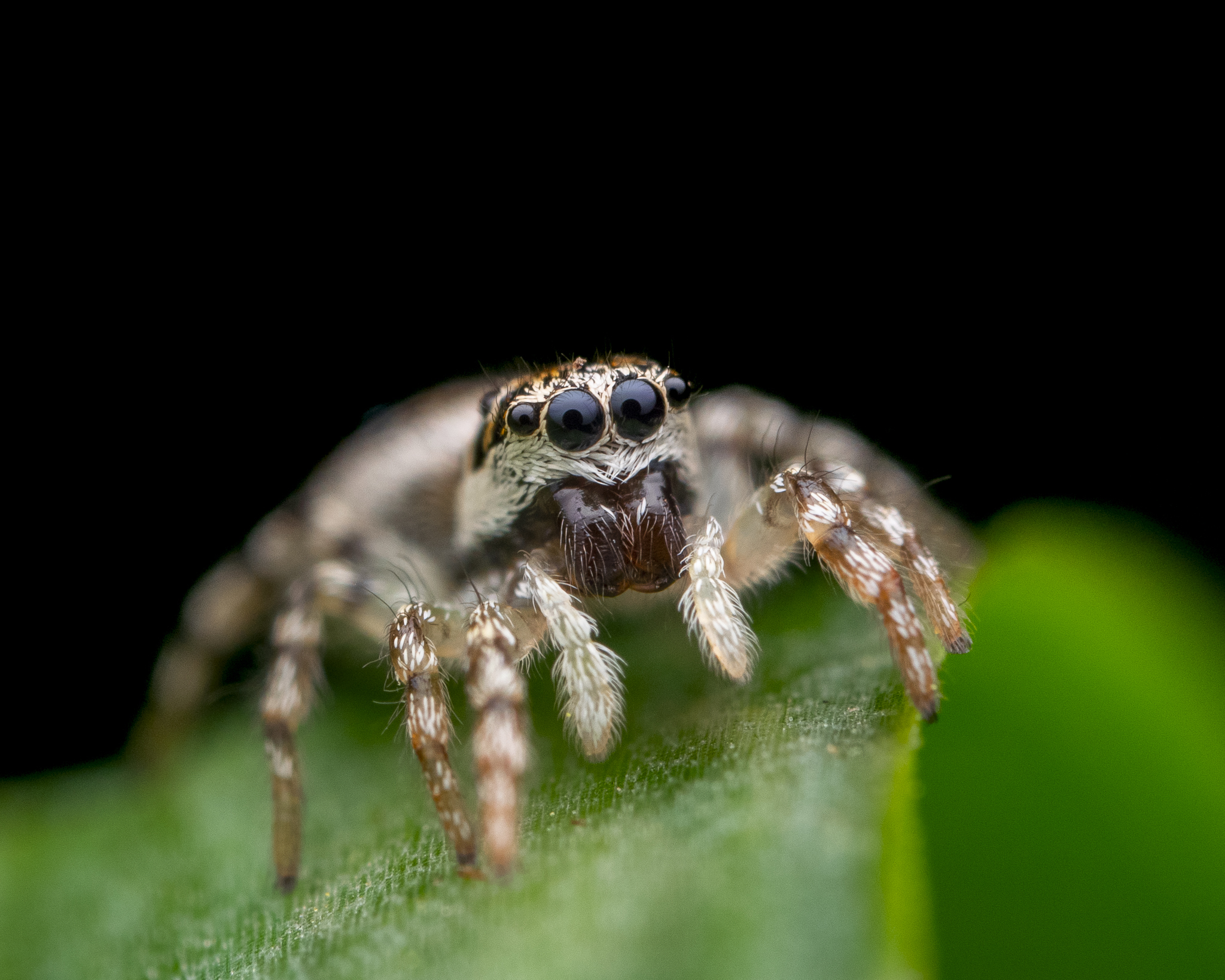
Frontalansicht
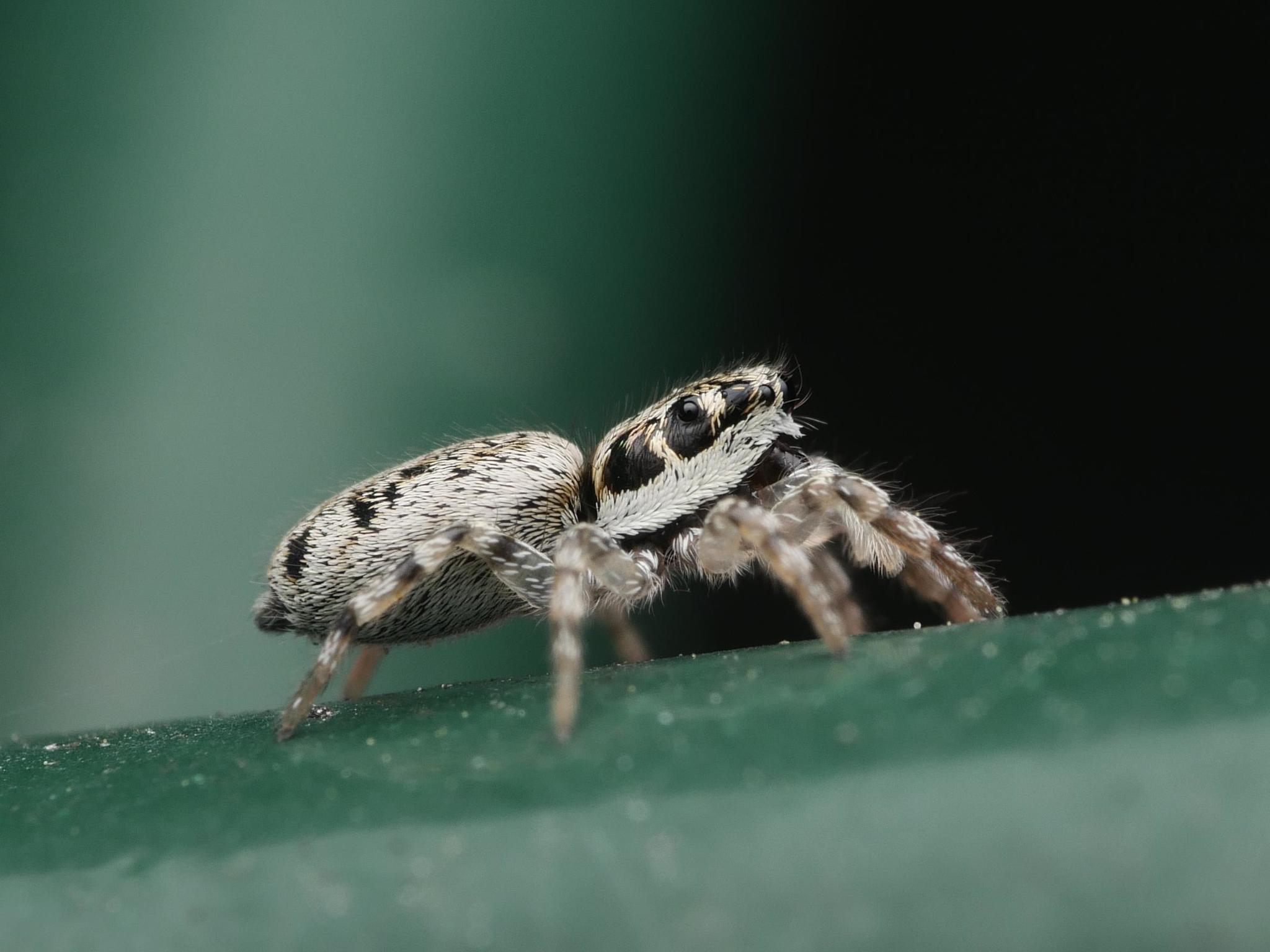
Lateralansicht
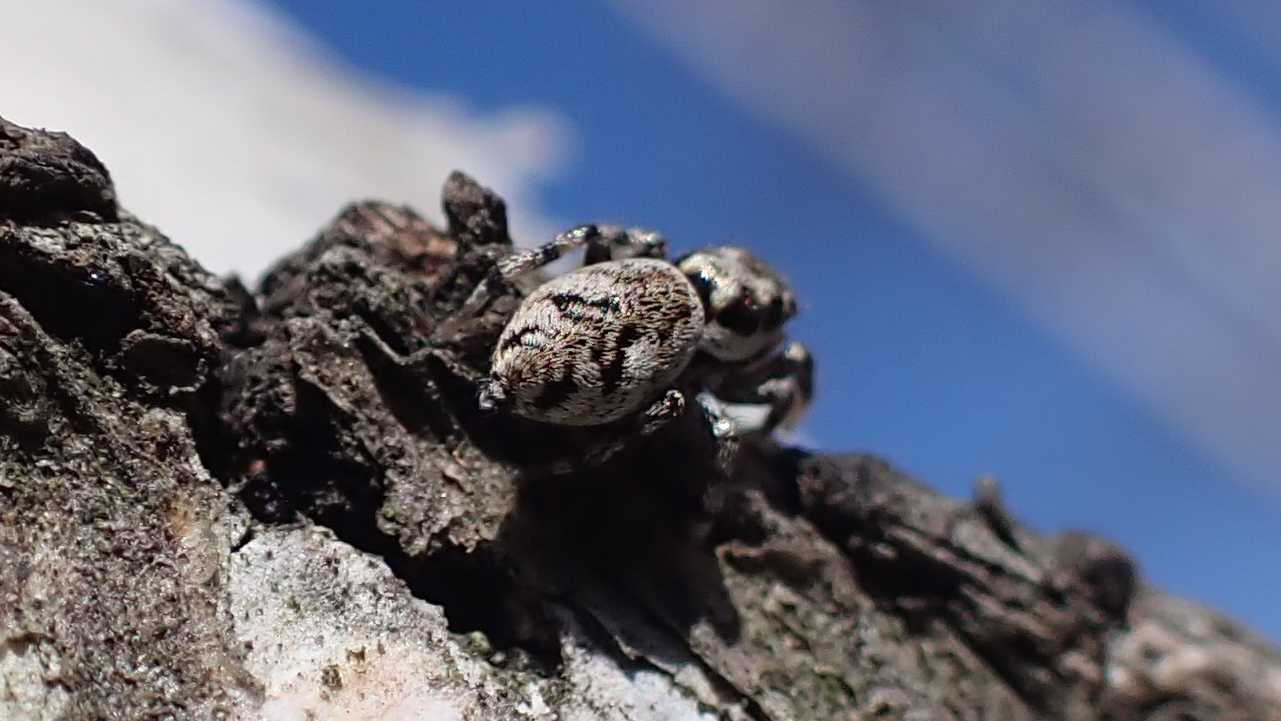
Rückansicht

### Sexualdimorphismus

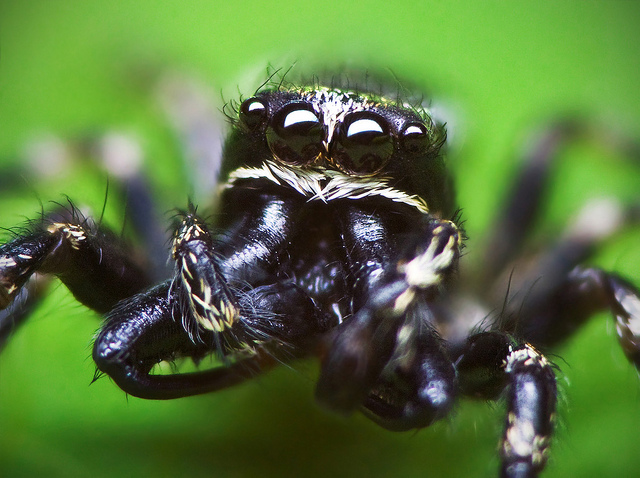
Nähere Frontalansicht eines sich reinigenden Männchens mit den stark vergrößerten Cheliceren

Die Holz-Zebraspringspinne weist wie viele Spinnen einen ausgeprägten Sexualdimorphismus (Unterschied der Geschlechter) auf, der sich hier vor allem in den Dimensionen der Geschlechter bemerkbar macht. So ist der Carapax beim Weibchen nach Almquist 2,01 bis 2,78 und durchschnittlich 2,38 ± 0,24 Millimeter lang sowie 1,23 bis 1,81 und im Durchschnitt 1,56 ± 0,15 Millimeter breit. Das Verhältnis zwischen Länge und Breite beim Carapax beläuft sich beim Weibchen auf 1,34 bis 1,63, wobei sich der Durchschnittswert auf 1,52 ± 0,07 beläuft. Er ist hier außerdem um 20° geneigt. Beim Carapax beläuft sich die Länge des Carapax auf 1,88 bis zu 2,39 und seine Breite auf 1,2 bis zu 1,55 Millimetern. Die Durchschnittswerte betragen hier 2,13 ± 0,16, bzw. 1,4 ± 0,1 Millimeter. Das Längen-Breiten-Verhältnis des Carapax beträgt beim Männchen 1,37 bis 1,59 und durchschnittlich 1,52 ± 0,06 und dessen Neigung 14°. Außerdem hat wie bei Zebraspringspinnen (Salticus) üblich auch das Männchen dieser Art stark vergrößerte Cheliceren.

### Genitalmorphologische Merkmale

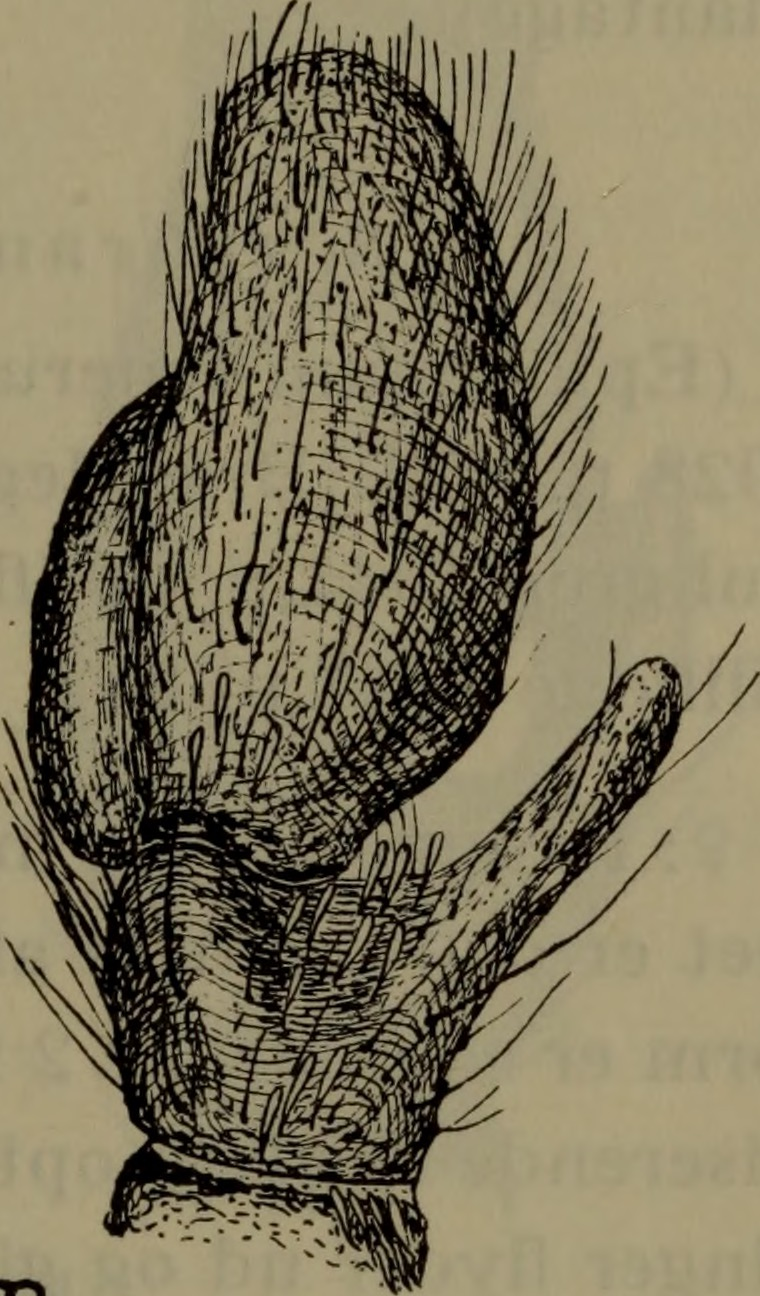
Ausschnitt aus Danmarks fauna; illustrerede haandbøger over den danske dyreverden" (1907) vom Gads Forlag, der eine Illustration des Bulbus der Holz-Zebraspringspinne zeigt.

Die Pedipalpen (umgewandelte Extremitäten im Kopfbereich) vom Männchen der Holz-Zebraspringspinne haben im Bereich der Tibien je eine große schaufelförmige Apophyse (Fortsatz). Ein einzelner Bulbus (männliches Geschlechtsorgan) der Art erscheint gefleckt und teilweise hervorstehend. Die Spitze des Cymbiums (erstes und vorderes Sklerit bzw. Hartteil des Bulbus) weist eine bürstenartige Struktur aus weißen Setae auf und die Spitze des Embolus (drittes und letztes Sklerit) hat eine gegabelte Erscheinung.
Bei der Epigyne (weibliches Geschlechtsorgan) der Spinne ist dessen Platte breiter als lang und das Atrium (Vorhof) durch ein schmales Septum (Trennwand) geteilt. Die Kopulationsöffnungen sind anterolateral (vorne seitlich) angelegt und die Kopulationsgänge beginnen anterior in einer gewölbten Höhle zu verlaufen. Sie enden lateral im basalen (an der Basis gelegenen) Bereich der Spermatheken (Samentaschen).

### Differenzierung von anderen mitteleuropäischen Zebraspringspinnen
Grundsätzlich sehen sich alle Zebraspringspinnen (Salticus) mitsamt der Holz-Zebraspringspinne vom Habitus (Erscheinungsbild) her sehr ähnlich. Dies trifft auch auf die fünf in Mitteleuropa vertretenen Arten der Gattung einschließlich der Holz-Zebraspringspinne zu. Am sichersten lassen sich die Vertreter anhand ihrer genitalmorphologischen Merkmale voneinander unterscheiden.
Ein geläufiger Verwechslungskandidat der Holz-Zebraspringspinne ist die mit ihr teilweise sympatrisch (gemeinsam) vorkommende, jedoch etwas größer werdende Mauer-Zebraspringspinne (S. scenicus). Das Weibchen und der Jungtiere der Holz-Zebraspringspinne weisen aber einen größeren Anteil an weißer Färbung auf, sodass sie insgesamt heller als die der Mauer-Zebraspringspinne erscheinen. Im Gegensatz dazu ähneln sich die Männchen beider Arten sehr. Bei dem der Mauer-Zebraspringspinne fällt dafür die Färbung insgesamt kontrastreicher aus, während ihm dafür die Ringel an den Beinen fehlen. Beim Männchen der Mauer-Zebraspringspinne ist die Tibiaapophyse an beiden Pedipalpen je spitz endend und die Epigynenplatte im Gegensatz zur anderen Art länger als breit.
Daneben kann die Holz-Zebraspringspinne in Mitteleuropa auch noch mit der dritten dort häufigen Art der Gattung, der Kleinen Zebraspringspinne (S. zebraneus) verwechselt werden, die aber eine geringer ausfallende Körperlänge als die Holz-Zebraspringspinne erreicht und eine weniger ausgeprägte Zeichnung aufweist. Ansonsten ähneln sich insbesondere die Männchen beider Arten. Beim Männchen der Kleinen Zebraspringspinne ist dessen Tibiaapophyse mit einer schaufelförmigen Spitze versehen und die gerade verlaufenden Bereiche der Kopulationsgänge sind durch das Integument (äußere Körperhülle) sichtbar.
Bei S. uniger hat ein Bulbus einen kurzem Fortsatz neben der Spitze des Embolus und die Tibialapophyse endet rund. Die Epigyne der Art besitzt ein mehr oder weniger dreieckigem medianen Bereich und die Vulva dreieckige Samentaschen. Die Einführgänge sind hier marginal an der Epigyne positioniert. Bei S. unicolor is der Embolus ist kurz und flach sowie an der Spitze des Bulbus schräg nach außen verlaufend und in anteriore Lage gerichtet. Er ist außerdem bifid (zweigeteilt) und fast zahnförmig. Die Tibialapophyse ist von unten gesehen gerade nach vorne gerichtet und verläuft parallel zum Rand des Cymbiums. Bei den Weibchen der Art verlaufen die Kopulationsgänge bogenförmig und beginnen marginal an der Epigynengrube.

Ähnliche Zebraspringspinnen (Salticus)
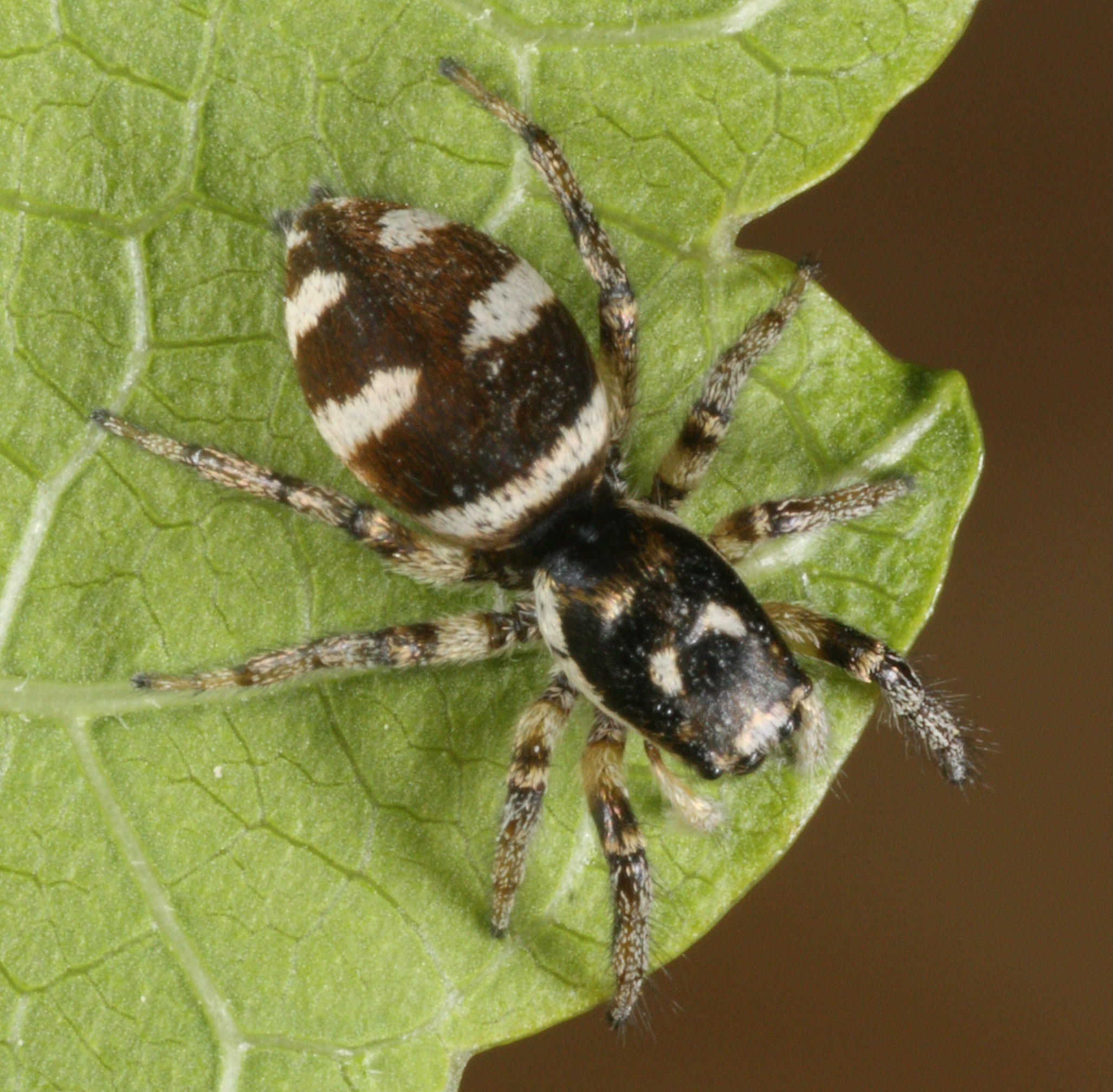
Weibchen …
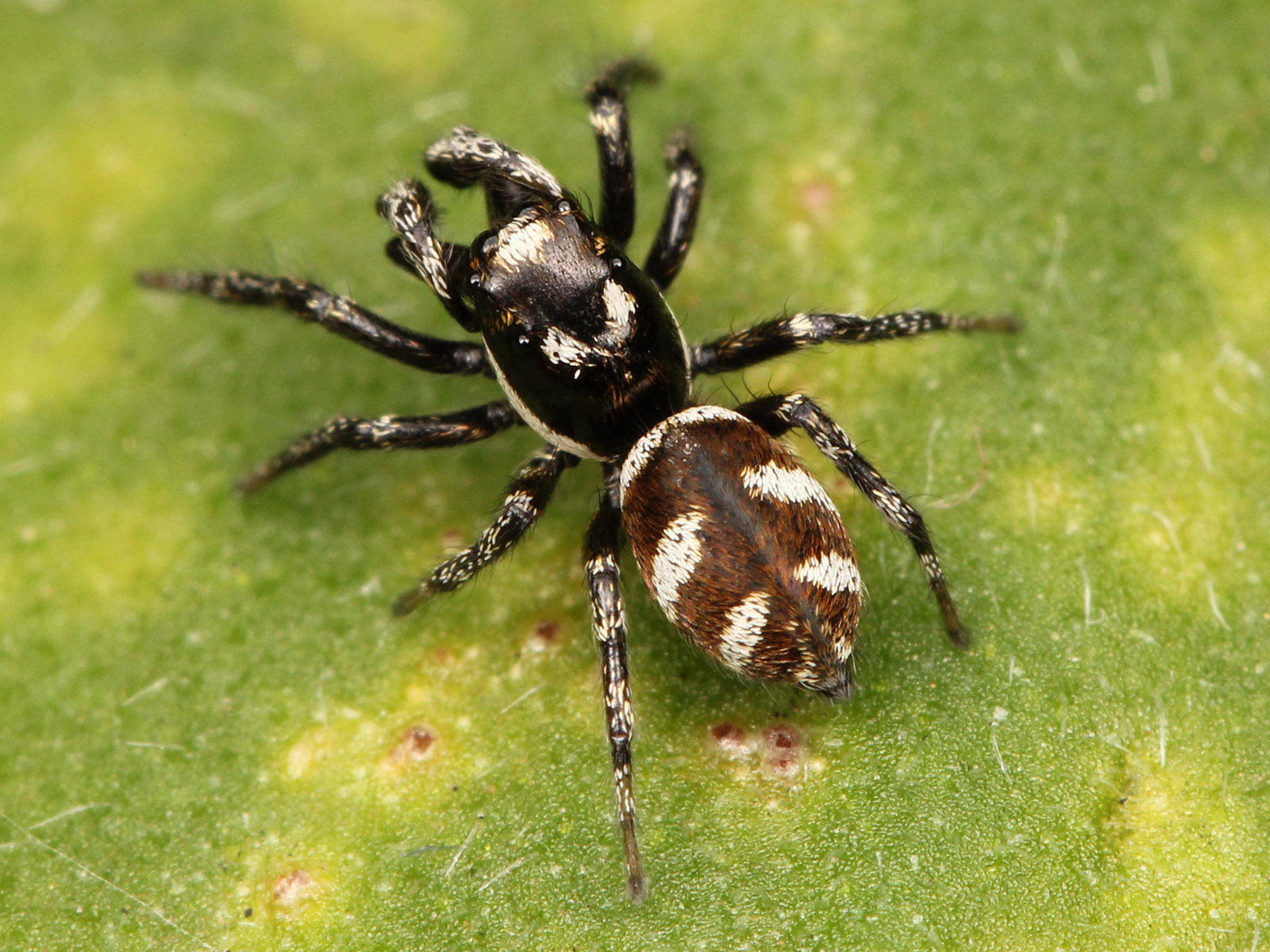
… und Männchen der Mauer-Zebraspringspinne (S. scenicus).
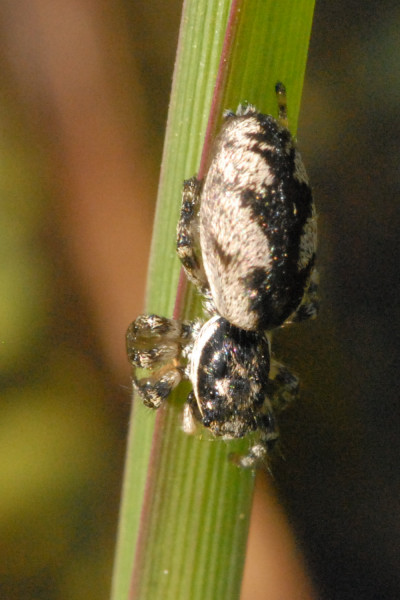
Weibchen …
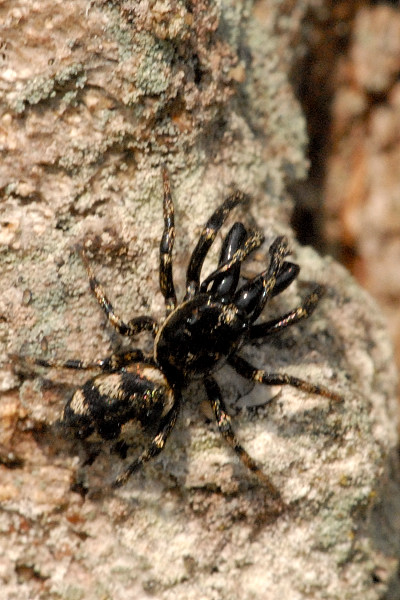
… und Männchen der Kleinen Zebraspringspinne (S. zebraneus).

## Vorkommen

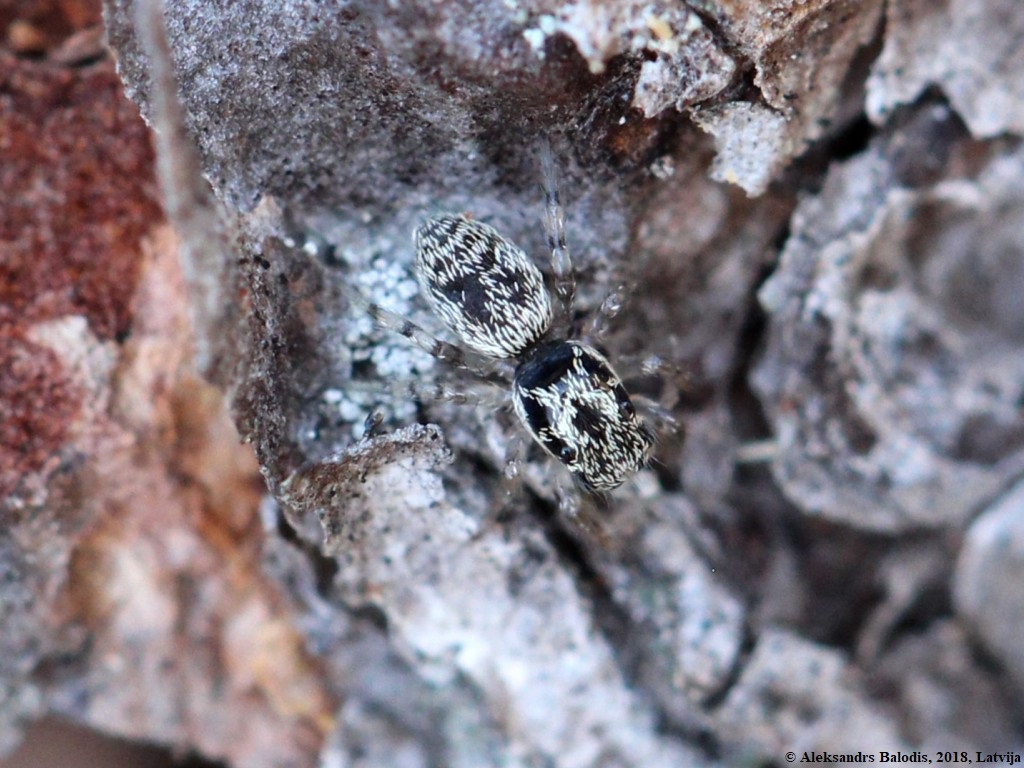
Weibchen auf Baumrinde, gefunden in Lettland.

Das Verbreitungsgebiet der Holz-Zebraspringspinne erstreckt sich von Europa über die Türkei, Russland (Europa bis zum Fernen Osten), Kasachstan bis in die Mongolei. In Europa selber ist die Art flächendeckend vertreten und fehlt in Kontinentaleuropa lediglich in Slowenien, Bosnien und Herzegowina, Albanien, der Republik Moldau und dem europäischen Teil der Türkei sowie anderweitig auf der russischen Doppelinsel Nowaja Semlja, in Franz-Josef-Land, auf der Inselgruppe Spitzbergen, Island, Korsika, Sizilien, Kreta und Zypern. In Vorderasien fehlt die Spinne außerdem in Georgien, Armenien und Aserbaidschan.
Auch in Großbritannien ist die Holz-Zebraspringspinne weit verbreitet. Im Westen, Südosten und in einigen Gebieten des Nordens ist sie jedoch nicht so häufig nachgewiesen worden. Auf der Insel ist die Art von Meeresniveau bis in Höhen von 673 Metern über dem Meeresspiegel anzutreffen.

### Lebensräume

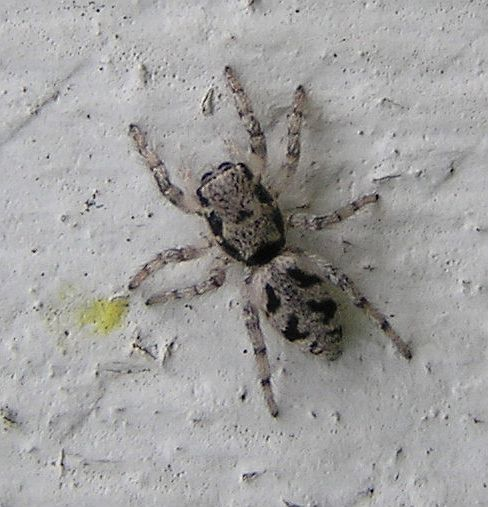
Weibchen auf einem Holzzaun, einem geläufigen Habitat der Holz-Zebraspringspinne.

Die Holz-Zebraspringspinne bewohnt bevorzugt alte Baumstämme und Zaunpfähle in sonnigen Lagen. Hier kann die Art auch gemeinsam mit der Mauer-Zebraspringspinne (Salticus scenicus) angetroffen werden. Daneben kommt die Spinne in der Nähe von Wäldern, Mooren und Heiden vor, wo sie häufig auf Kiefern (Pinus) vorkommt. In Mooren wird besonders die Glocken-Heide (Erica tetralix) von der Holz-Zebraspringspinne bewohnt. Weitere Habitate (Lebensräume) der Holz-Zebraspringspinne sind der Gagelstrauch (Myrica gale) in Ufernähe und Steinmauern sowie die Unterseite der Rinde von Laubbäumen.

### Gefährdung
Die Bewertung der Populationsgefährdung der Holz-Zebraspringspinne wird je nach Land unterschiedlich gewertet. Auf der Roten Liste gefährdeter Arten Tiere, Pflanzen und Pilze Deutschlands (2016) wird die Art als „ungefährdet“ gewertet. In Deutschland gilt sie mäßig häufig und ihre Bestände sind langfristig gleichbleibend, während für kurzfristige Analysen nicht ausreichend Daten vorliegen. Die Wertung der Bestandssituation hat sich seit der vorherigen Version dieser Roten Liste aus 1996 nicht geändert. In der Roten Liste der Spinnen Kärntens (1999) wird die Spinne in selbiger Kategorie erfasst.
Ähnlich wie in Deutschland und im österreichischen Bundesland Kärnten ist die Holz-Zebraspringspinne auch in der Roten Liste Großbritanniens (2017) nach IUCN-Maßstab in der Kategorie LC („Least Concern“, bzw. nicht gefährdet) gelistet. Die Häufigkeit der Art ist in Großbritannien regional sehr unterschiedlich, sie kann dort jedoch in geeigneten Habitaten häufig vorkommen. Dafür wird sie in anderen Teilen der Insel, etwa in Essex nur sehr selten gefunden. In der Roten Liste der Spinnentiere (Arachnida) Norwegens (2015) und in der Roten Liste der Spinnen Tschechiens (2015) wird die Holz-Zebraspringspinne in der gleichen Kategorie geführt.

## Lebensweise

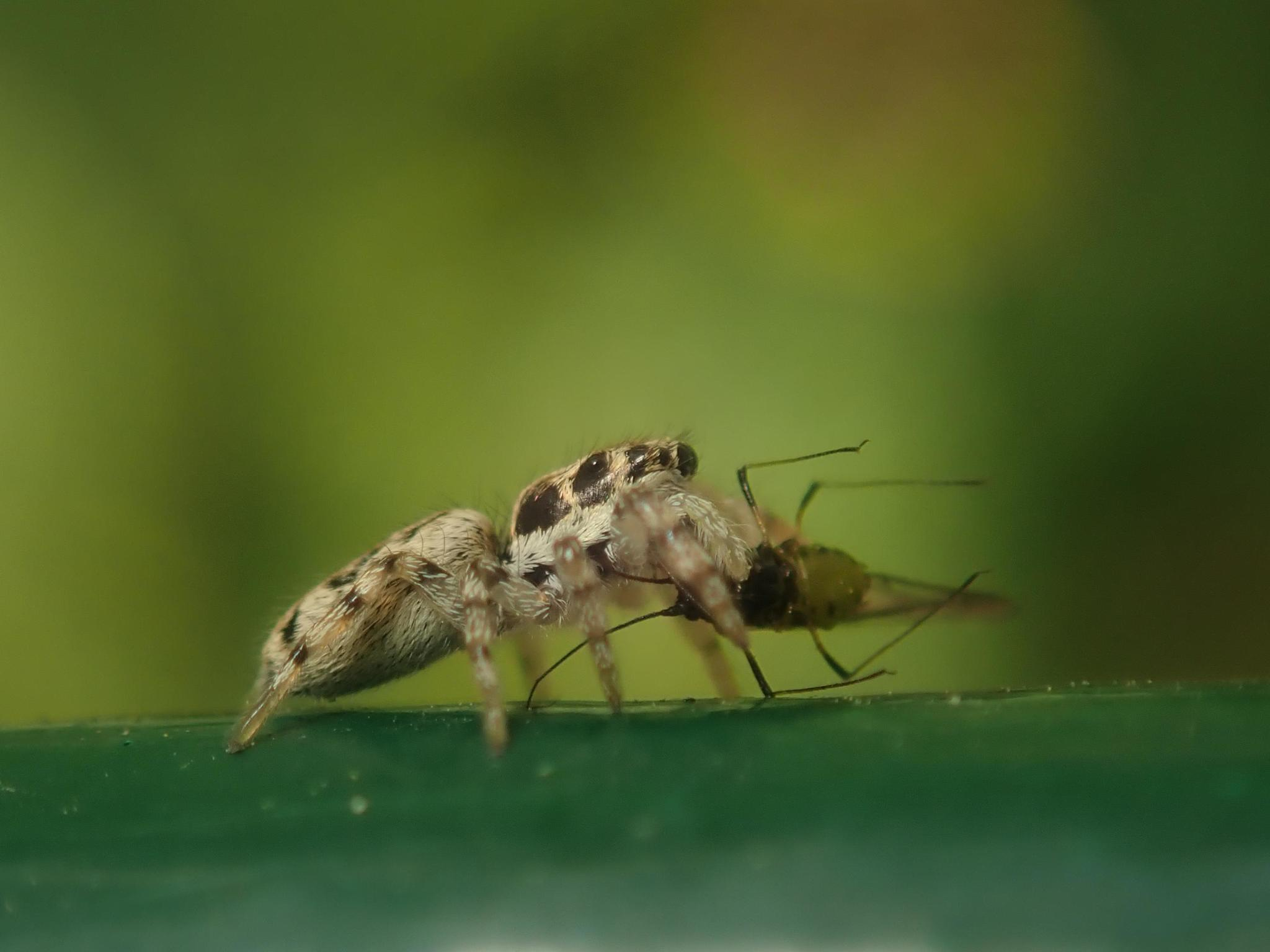
Weibchen mit erbeuteter Blattlaus

Die wie alle Springspinnen (Salticidae) tagaktive Holz-Zebraspringspinne legt ihr für die Familie typisches Wohngespinst bevorzugt in Spalten im Bereich der Außenseite von der Rinde von Kiefern (Pinus) und lässt sich am leichtesten Nachweisen, indem man dickere Rinde abgestorbener Kiefern ablöst und diese dann entlang der Risse auseinanderbricht. Auf diese Weise kann die Art auch im Winter leicht nachgewiesen werden. Die wie im Falle aller Springspinnen äußerst dehnbaren Wohngespinste lassen sich auch bei dieser Art auf das doppelte ihrer Länge ausstrecken ohne zu reißen. Die Phänologie (Aktivitätszeit) beginnt bei ausgewachsenen Individuen beider Geschlechter im April und endet bei den Männchen bereits im September, während sie bei Weibchen noch in den Oktober hineinreicht.

## Systematik

Ausschnitt aus „Fauna insectorum germaniae initia. Deutschlands Insekten“ (1797) von Georg Wolfgang Franz Panzer mit der hier als „Gürtelspinne“ (Aranea cingulata) bezeichneten Holz-Zebraspringspinne.

Die Systematik der Holz-Zebraspringspinne war mehrfach Änderungen unterworfen. Der Artname cingulata ist eine Abwandlung des lateinischen Wortes cingulum, das sich in „Gurt“ oder „Gürtel“ übersetzen lässt und auf die markanten Ringel der Beine der Spinne deutet.
Die Art wurde bei ihrer 1798 von Georg Wolfgang Franz Panzer durchgeführten Erstbeschreibung wie damals für Spinnen üblich in die Gattung Aranea unter der Bezeichnung A. cingulata eingegliedert. Roger de Lessert ordnete die Holz-Zebraspringspinne 1910 bereits den Zebraspringspinnen unter ihrer noch heute üblichen Bezeichnung S. cingulatus zu, die seit einer weiteren 1944 seitens Hugo Albert Tullgren getätigten Anwendung für die Spinne durchgehend angewandt wird.